# Eurimedont de Tarant
Eurimedont de Tàrent (grec antic: Εὐρυμέδων, llatí: Eurymedon) fou un filòsof pitagòric grec nascut a Tarant, a la Magna Grècia, només conegut per una menció de Iàmblic de Calcis (Vit. Pyth. 36).